# Internationale Ernst-Wiechert-Gesellschaft
Die Internationale Ernst-Wiechert-Gesellschaft e.V. (IEWG) ist eine literarische Gesellschaft, die sich mit dem deutschen Schriftsteller Ernst Wiechert (1887–1950) befasst und sowohl die Verbreitung seiner Werke als auch die wissenschaftliche Auseinandersetzung mit ihnen fördern will. Gegründet wurde die IEWG am 25. Mai 1989. Sie vereint über 160 Mitglieder aus 13 Nationen.
Die IEWG ist Mitglied in der Arbeitsgemeinschaft Literarischer Gesellschaften und Gedenkstätten.

## Veranstaltungen
Der Verein organisiert unregelmäßig (etwa alle zwei Jahre) eine Literaturtagung mit Teilnehmern aus mehreren Ländern, zuletzt 2019 in Mülheim/Ruhr, zu spezifischen Themen in Werk und Umfeld von Ernst Wiechert. Anlässlich des 70. Todestags von Ernst Wiechert im Jahr 2020 sind zusätzliche Veranstaltungen durchgeführt worden.
Mitglieder der Gesellschaft stellen Ernst Wiecherts Schaffen auch auf Veranstaltungen und bei Lesungen vor.

## Publikationen
Zwei- bis dreimal im Jahr veröffentlicht die IEWG „Ernst-Wiechert-Briefe“, außerdem alle 2 Jahre die IEWG-Mitteilungen (zuletzt Nr. 19 im Jahr 2022) sowie in der Reihe „Schriften der IEWG“ umfangreichere Sammlungen wissenschaftlicher Beiträge zur Ernst-Wiechert-Forschung (bislang 7 Bände).